# 蒙特菲诺
蒙特菲诺（義大利語：Montefino），是意大利泰拉莫省的一个市镇。总面积18平方公里，人口1117人，人口密度62.1人/平方公里（2009年）。ISTAT代码为067027。